# Alex Kim
Alex Kim (nacido el 20 de diciembre de 1978) es un tenista profesional estadounidense. Nació en la ciudad de Maryland y su mejor ranking individual fue el N.º 106 alcanzado el 10 de junio de 2002.

## Títulos; 3 (3+1)
| Leyenda                     | Individuales | Dobles |
| --------------------------- | ------------ | ------ |
| Grand Slam                  | 0            | 0      |
| ATP World Tour Finals       | 0            | 0      |
| ATP World Tour Masters 1000 | 0            | 0      |
| ATP World Tour 500 Series   | 0            | 0      |
| ATP World Tour 250 Series   | 0            | 0      |
| ATP Challenger Series       | 3            | 1      |